# Histamina
La histamina es una amina imidazólica involucrada en las respuestas locales del sistema inmunitario. También regula funciones normales en el estómago y actúa como neurotransmisor en el sistema nervioso central. Una nueva evidencia indica que la histamina también desempeña una función en la quimiotaxis de glóbulos blancos como los eosinófilos.
Desde la década de 1950 se sabe que la histamina está en el cerebro, pero hasta hace poco se desconocía su función. Las funciones fuera del sistema nervioso han sido un impedimento para pensar que era un neurotransmisor. Es sintetizada y liberada por neuronas del sistema nervioso, que usan la histamina como neuromodulador. Fuera del sistema nervioso central es un mediador de procesos fisiológicos. Se encuentra fundamentalmente en células cebadas del tejido conectivo; en los leucocitos basófilos y en las células ECL.

## Síntesis y metabolismo

Acción de la metiltransferasa en la síntesis de histamina por descarboxilación de la histidina.

La histamina es una amina compuesta por un anillo imidazólico y un grupo etilamino como cadena lateral.
Químicamente, la histamina es 2-(4-imidazol) etilamina y su fórmula es C5H9N3. Es el producto de la descarboxilación del aminoácido histidina, una reacción catalizada por la enzima L-histidin descarboxilasa. Es una amina hidrofílica vasoactiva (de ahí su nombre). Una vez formada, la histamina es almacenada o rápidamente inactivada por el sistema digestivo. La histamina es catabolizada por la histamina-N-metiltransferasa y la diamina-oxidasa, y posiblemente sea capturada por algún transportador. Algunas formas de intoxicación alimentaria, se deben a la conversión de histidina en histamina en la comida descompuesta o mal refrigerada, como el pescado. Ayuda a la respuesta inflamatoria del sistema inmunitario.

### Síntesis
Las neuronas que sintetizan y liberan histamina son las del núcleo tuberomamilar y el núcleo posterior del hipotálamo. En las células del núcleo tuberomamilar no se ha identificado un sistema de transporte específico para neuronas histaminérgicas. Una vez sintetizada, se introduce en vesículas y saldrá estimulada por el calcio.
Sin ser neuronas, los mastocitos y las células del endotelio vascular también sintetizan y almacenan histamina. La síntesis de histamina se produce a partir del aminoácido L-histidina, catalizada por la histidina descarboxilasa (HDC). La síntesis viene regulada por la presencia de histidina en el medio. La HDC probablemente no esté saturada, ya que la km≈ 0,1 mM. La HDC es modulada por la proteína quinasa A. Se proyecta a casi todas las regiones del cerebro desde el bulbo olfatorio a la médula espinal.

### Regulación
La histamina también tiene un control negativo de su propia síntesis, a través de autorreceptores H3C. El sistema de recaptación se ha identificado en las terminales axónicas, dendríticas y recientemente se cree que existe una participación de las células gliales, durante los experimentos hechos en rata. Hay dos enzimas que participan en el catabolismo de la histamina, que son la histamina metil-transferasa (HMT), y la diamino oxidasa (DAO). La carencia de DAO ocasiona histaminosis alimentaria. De las dos enzimas, la que se expresa en el sistema nervioso central es la HMT. La DAO es la principal fuera del sistema nervioso central. La histamina neuronal, la cual juega un papel como neuromodulador o neurotransmisor, tiene una regulación rápida, mientras que la histamina de los mastocitos es lenta en su regulación.

## Funciones

Proceso de desgranulación de un mastocito: 1. Antígeno, 2. Anticuerpo (IgE), 3. Receptor FcεRI, 4. Mediadores: histamina, proteasas, quimioquinas, heparina, 5. Gránulos, 6. Mastocito, 7. Mediadores: prostaglandinas, leucotrienos, tromboxanos.

### Alergias
La histamina interviene decisivamente en las reacciones de hipersensibilidad inmediata y alérgica. Como parte de la respuesta alérgica a un antígeno se generan anticuerpos (IgE), que se unen a la superficie de las células cebadas y los basófilos a través de receptores Fc (Fracción constante) de gran afinidad, que son específicos de la IgE. Las personas atópicas generan anticuerpos de tipo IgE contra antígenos comúnmente inhalados; constituye este un rasgo hereditario y se ha identificado un “posible producto génico”.
La histamina está considerada como un modulador tanto de la respuesta inmune humoral como de la celular así como el mayor mediador de reacciones de hipersensibilidad inmediatas. En el cerebro, hay al menos dos tipos de células que almacenan histamina: neuronas y mastocitos. Los mastocitos en el Sistema Nervioso Central contienen una extraordinaria variedad de mediadores químicos, incluyendo histamina, serotonina (5-HT), calicreína, y factor-α de necrosis tumoral, los cuales pueden aumentar la permeabilidad microvascular, facilita la quimiotaxis de los leucocitos, adhesión, y extravasación de células inflamatorias en el cerebro y la médula espinal. Estos eventos son importantes en muchas enfermedades inflamatorias del Sistema Nervioso Central tales como encefalomielitis y esclerosis múltiple. Además, la histamina, la bradiquinina, eicosanoides y los radicales libres son también secretados tras un trauma, isquemia, epilepsias e inflamaciones.
Si se aplica a dosis grandes o es liberada durante una anafilaxia, la histamina ocasiona disminución profunda de la presión arterial. Con la dilatación de los vasos finos, se atrapan gran cantidad de sangre, aumenta la permeabilidad y sale plasma de la circulación, y por tanto disminuye el volumen sanguíneo eficaz, el retorno venoso y el gasto cardíaco.

### Papel como neurotransmisor
La histamina puede actuar como neuromodulador, modulando o regulando las respuestas a otros neurotransmisores. Se ha comprobado que la histamina interactúa con la acetilcolina, opiáceos, GABA, etc. La histamina incrementa la excitabilidad de las neuronas del sistema nervioso central. Está regulando funciones hipotalámicas, relación vigilia/sueño—por medio de los receptores H1, lo cual explica la capacidad sedante de los antihistamínicos clásicos—, al actuar sobre los receptores H1 inhiben el apetito y hay funciones vegetativas en las cuales quizás también juegue un papel importante (control de la presión sanguínea, regulación de glucosa y lípidos, la regulación del consumo de líquidos, temperatura corporal y secreción de hormona antidiurética, así como la percepción del dolor). Un exceso de histamina puede estar relacionado con una contracción permanente de un músculo o grupo de músculos provocando distonía. Además de su papel en funciones fisiológicas, se ha pensado que la histamina juega un papel en enfermedades degenerativas (esclerosis múltiple, Alzheimer, Parkinson). Se cree que la enfermedad del Parkinson es una enfermedad multi-factorial, como factores genéticos. Se sabe que el MPTP es tóxico para las neuronas dopaminérgicas. Se usa para forzar una especie de Parkinson en ratas. Hay un aumento en la liberación de metabolitos de la histamina, y que esas células son especialmente sensibles a la histamina.
Se ha demostrado que la histamina está envuelta en la degeneración neuronal y neurotoxicidad. La encefalopatía de Wernicke es un desorden caracterizado por daño patológico selectivo en la línea media del tálamo, cuerpos mamilares, y ciertos núcleos cerebrales. La deficiencia de tiamina es un factor crítico en la etiología de este desorden. Langlais et al, usando un modelo de ratas con encefalopatía de Wernicke inducida por una deficiencia aguda de tiamina piritiamino-inducida (PTD), apuntó a la muerte neuronal inducida por histamina en este modelo. Los niveles de histamina en el tálamo medio, y no en otras áreas, se incrementó en ratas en etapa de prelesión (180 % del control) y se elevó aún más (380 %) en los mismos animales cuando la necrosis era evidente. El pretratamiento con α-fluorometilhistidina, un inhibidor irreversible de histidina descarboxilasa, produjo una protección significativa contra la pérdida neuronal inducida por PTD en el núcleo talámico anteromedial e intralaminar de la línea media.

### Regulación cardiovascular
La histamina es un vasodilatador, por interacción de los receptores H1 y H2 que están distribuidos en todos los vasos de resistencia y casi todos los lechos vasculares. Se pueden distinguir respuestas cuantitativas distintas cuando los receptores son activados por separado. Los receptores H1 tienen más afinidad por la histamina y medían la dilatación por el óxido nítrico cuyo comienzo es rápido y leve. En cambio los receptores H2 que estimula la vía adenosín monofosfato cíclico (AMPc) – proteincinasa A en músculo liso, origina una dilatación que surge con más lentitud y dura más tiempo.
La liberación de histamina conlleva a un aumento en la permeabilidad capilar por efecto sobre los vasos pequeños como consecuencia de la salida de proteínas plasmáticas y de líquidos hacia los espacios extracelulares, incremento del flujo de la linfa y de su contenido proteínico y de la formación de edema los receptores H1 son los que más actúan en esta reacción.
La histamina tiende a producir vasoconstricción en los vasos sanguíneos de mayor calibre en algunas especies más que en otras. Por ejemplo en roedores puede extenderse esta constricción hasta las arteriolas y puede disimular la vasodilatación de los vasos más finos y puede causar incremento de la resistencia periférica e hipertensión arterial. Por mediación de los receptores H1 puede haber constricción de algunas venas y arterias coronarias de conducción.
Por acción de la histamina se modifican en forma directa la contractibilidad y los fenómenos eléctricos del corazón. Tiene efecto inotrópico positivo en los músculos auriculares y ventriculares al estimular la penetración de calcio, y tiene efecto cronotrópico positivo al incrementar la despolarización diastólica en el nódulo sinusal. También retarda la conducción auriculo – ventricular, intensifica el automatismo y con altas dosis puede haber arritmias. Casi todos los efectos son mediados por los receptores H2, mientras que el retardo de la conducción auriculo – ventricular es mediada por receptores H1.

### Músculo liso extravascular
La histamina produce contracción de los músculos lisos, bajo actuación de los receptores H1 y la relajación es mediada en su mayor parte por los receptores H2. Las respuestas varían ampliamente hasta en una misma persona. Dosis pequeñas de histamina también desencadena bronco constricción intensa en humanos con asma bronquial y otras neumopatías y en personas sanas el efecto es menos intenso. La constricción es mediada por los receptores H1 y la relajación por los receptores H2.

### Jugo gástrico

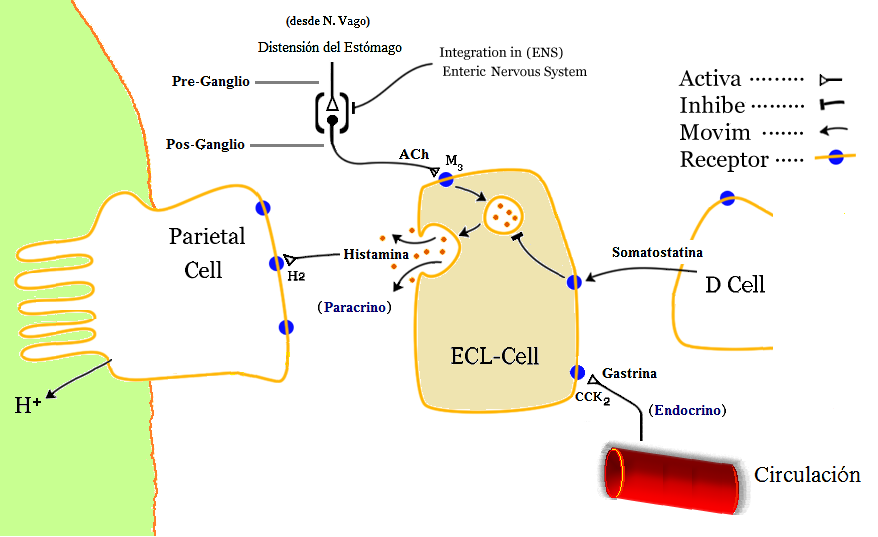
Célula ECL en el centro. Regulación fisiológica. Aferencias y receptores y eferencias

La histamina es un potente secretagogo gástrico y desencadena excreción abundante de ácido por las células parietales, al actuar en los receptores H2. También aumenta la producción de pepsinogeno y factor intrínseco. Sin embargo la secreción de ácido también se produce por estimulación del neumogástrico (vago) y por la hormona entérica gastrina sobre las células ECL. Se sabe que la histamina es el mediador predominante de la secreción ácida, por estimulación de los receptores H2; además, en reacción a la histamina, también junto con la hormona Gastrina y el neurotrasmisor  Acetilcolina, se estimula la secreción de H+ desde las células parietales gástricas .

### Liberación de otros autacoides

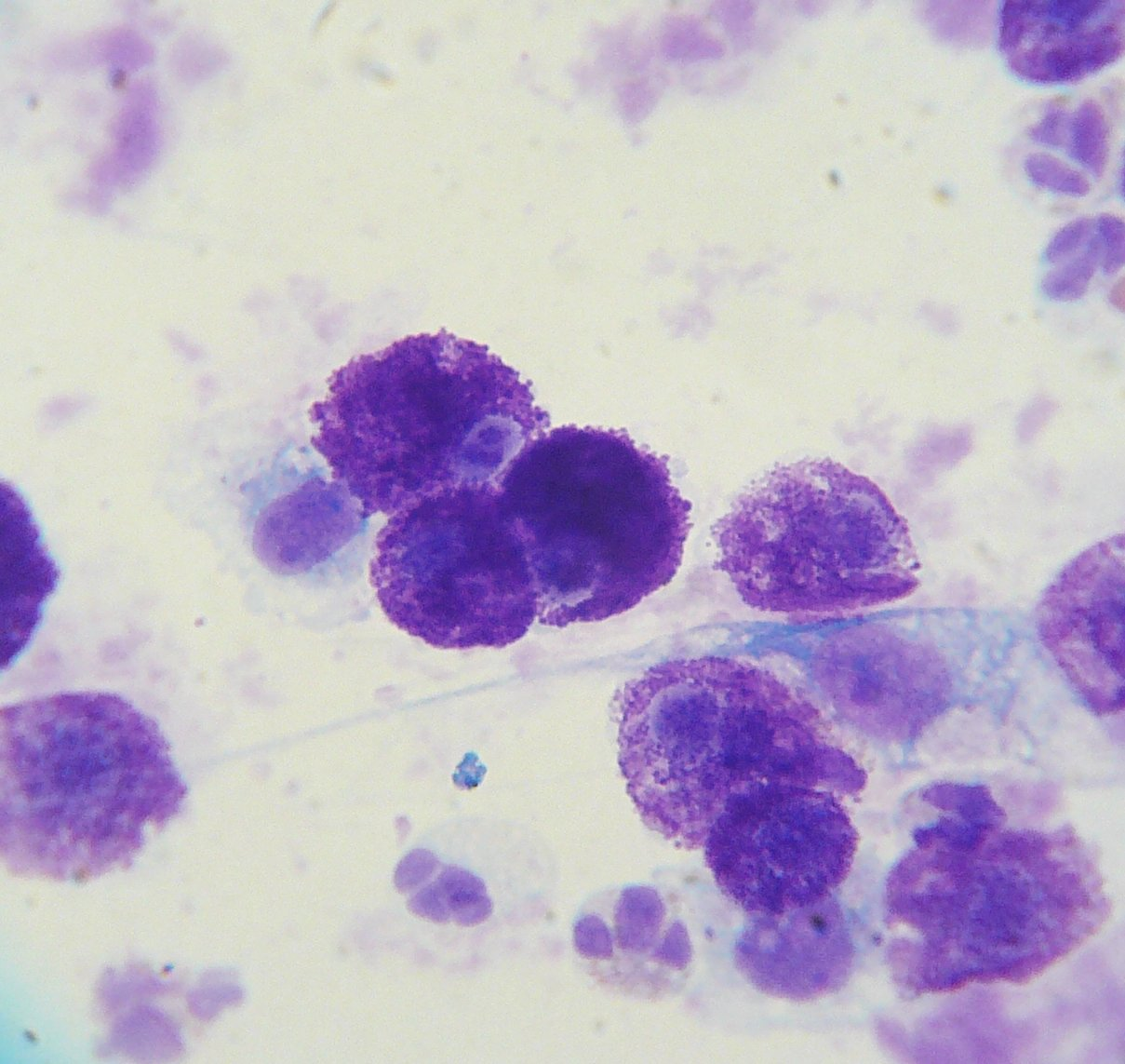
Mastocitos llenos de gránulos (de color violeta) de histamina.

Al liberarse la histamina se liberan toda una gama de mediadores de la inflamación al activarse las células cebadas o mastocitos. La estimulación de los receptores IgE también activa a la fosfolipasa A2, lo cual hace que surjan muy diversos mediadores que incluyen el factor activador de plaquetas y metabolitos de ácido araquidónico.
El leucotrieno D4, generado por esta vía es un potente constrictor de la musculatura lisa del árbol bronquial. Las Cininas también son generadas durante algunas reacciones alérgicas; así como otros compuestos los cuales contribuyen a la reacción alérgica.
Varios estudios han mostrado que la histamina es liberada como parte del orgasmo humano desde los mastocitos de los genitales, y la producción de histamina se ha conectado con el rubor sexual en las mujeres. Se ha demostrado que después de la administración de medicamentos que se oponen a la histamina, como la cimetidina y la ranitidina, causan una disminución de la libido. La histamina puede que también forme parte del proceso de erección del pene.
Reacción triple de Lewis: si se inyecta histamina en la dermis, la histamina desencadena una reacción triple que consiste en una zona de rubor local que se extiende en un radio de milímetros alrededor del sitio de inyección, hiperemia o eritema que se extiende en promedio 1 cm o más allá de la zona de rubor local y que surge con mayor lentitud y una roncha o pápula que se identifica luego de 1 a 2 minutos y se ubica en la misma área de inyección inicial

### Fármacos, pépticos, venenos y otros agentes

#### Sustancias incitadoras de liberación de histamina (alérgenos)
Muchas sustancias incitan a la liberación de histamina de las células cebadas de manera directa y sin sensibilización previa. El fenómeno reviste una gran importancia clínica porque puede explicar reacciones anafilactoides inesperadas. El “síndrome del cuello rojo”, inducido por vancomicina y que afecta la mitad superior del cuerpo con hiperemia facial e hipotensión quizás sea mediado en parte por la liberación de Histamina.
A los pocos segundos de la inyección intravenosa de un liberador de histamina se produce en el ser humano una sensación ardorosa y pruriginosa; dicho efecto más intenso en las palmas de las manos, en la cara, el cuero cabelludo y la orejas, es seguido por la sensación de calor intenso. La piel se enrojece y el rubor se disemina pronto hacia el tronco.
Disminuye la presión arterial, aumenta la frecuencia cardiaca y la persona suele quejarse de dolor de cabeza. Al cabo de unos minutos la presión arterial se normaliza y aparecen pápulas en la región de la piel enrojecida. También se presentan cólicos, náuseas, hipersecreción de ácidos y broncoespasmo moderado.

#### Alimentos y sustancias portadoras de histamina (Escombroidosis)
Sustancias externas igualmente pueden aportar histamina al organismo. El más significativo de ellos son la carne de los pescados, producto de la descomposición bacteriana que se produce después de ser capturado el pez. Ello se debe a que la actividad bacteriana provoca la degradación del aminoácido histidina presente en la carne, lo que conlleva a que se produzca concentraciones elevadas de histamina en este tipo de alimentos; lo cual provoca una intoxicación alimentaria denominada Escombroidosis.
Debido a ello en la industria alimentaria, se mide el contenido de histamina presente para este tipo de alimentos que puedan presentar altos contenidos de Histaminas; con el fin de garantizar su inocuidad al momento de ser consumido.

#### Fármacos
Muchos medicamentos neurolépticos actúan mejorando la disponibilidad de la histamina (se ha descubierto que sobre la mitad de los pacientes diagnosticados de esquizofrenia poseen bajos niveles de histamina en sangre).
El sistema de histamina neuronal tiene muchas interacciones con varios sistemas de neurotransmisores. Así pues, los agonistas y antagonistas de la histamina modulan la secreción de la dopamina (DA) y la vía de regulación de receptores de la histamina, y a la inversa, los agonistas y antagonistas de la dopamina modulan la secreción de histamina vía receptores de dopamina en el hipotálamo y músculo estriado. Esta relación puede estar relacionada en la interacción entre las neuronas de histamina centrales y el sistema extrapiramidal. Se sabe que la histamina induce catalepsia, la cual ha sido sugerida como un modelo animal de la enfermedad de Parkinson. Los antagonistas de la histamina se usan como drogas antiparkinsonianas.

## Receptores
La histamina ejerce su acción al combinarse con receptores específicos localizados en las células. Hay cuatro tipos: H1, H2, H3, y H4. Los receptores histamínicos son receptores acoplados a la proteína G y tienen antagonistas específicos. Los receptores H1 y H2 están ampliamente distribuidos en la periferia y en el sistema nervioso central, los H3 están circunscritos en gran medida al SNC, los receptores de H4 se han clonado en células de origen hematopoyético. Los H3 tienen un importante papel en su localización presináptica. Los H4 que se sepa no se expresan en el Sistema Nervioso Central.
Dentro de su entorno fisiológico la célula histamínica está expuesta a innumerables hormonas, lo que le permite realizar interacciones relevantes entre las vías de señales como la de tipo cruzado Gq → Gs. Debido a los diferentes subtipos del receptor de histamina y las distintos patrones de sensibilidad en la respuesta efecto-receptor, se generan reacciones celulares “paralelas” y antagónicas que complican la interpretación de la respuesta global de un tejido.

### Receptores H1y H2
Cuando se libera Histamina, ella actúa de manera local o general a nivel de la musculatura lisa y glándulas. Contrae el músculo liso ubicado en bronquios e intestinos, pero relaja otras fibras lisas como las que están en los vasos sanguíneos lisos. La histamina también estimula la secreción de ácido a nivel gástrico. En menor intensidad estimula las terminaciones nerviosas sensoriales y la formación del edema. El receptor H1 estimula la broncoconstricción y la contracción intestinal. Los receptores H1 histamínicos se acoplan a Gq/11, activando así la vía PLC-IP3-CA, induciendo acción de la proteincinasa C y las enzimas dependiente de calcio y calmodulina, está asociado a fenómenos alérgicos.
Los receptores H2 estimula la secreción gástrica. La vasodilatación en los vasos sanguíneos finos es mediada por los receptores H1 y H2. Los H2 juegan un papel fisiológico en la regulación de la secreción gástrica.
El corazón tampoco escapa de tener receptores para la histamina, en este órgano los H1 disminuyen la conducción eléctrica, algunos H2 provocan taquicardia. A nivel de la presión arterial: los H2 elevan y los H1 la disminuyen. Se ha observado que la histamina produce el siguiente efecto sobre los vasos sanguíneos:
- Vasodilatación mediada a través de receptores H1 y H2

Los receptores H2 se unen a la proteína Gs, la cual activa la vía de adenilciclasa-AMP cíclico-proteincinasa A. En el SNC los receptores de adenosina A1 inhiben la generación de 2 mensajeros a través de los receptores H1, un mecanismo posible sería la interacción entre las proteínas G.

### Receptores H3y H4
Los receptores H3 se expresan predominantemente en el SNC, particularmente en los ganglios basales, hipocampo y corteza. Ellos actúan como autoreceptores en las neuronas histaminérgicas en donde regulan la liberación de histamina y modulan la de otros neurotransmisores. Los H3, genera efectos distintos, por un lado inhibe su propia síntesis y por otra inhibe la liberación de la misma en las terminaciones nerviosas, y por consiguiente inhibe la síntesis de histamina en el sistema nervioso central, pulmones y piel.
Los receptores H4 están en las células inmunitarias y de origen hematopoyético como los eosinófilos y los neutrófilos, y también en las vías gastrointestinales. La activación de estos receptores en los eosinófilos induce un cambio en la morfología de la célula, de su quimiotaxia y un incremento en la expresión de moléculas de adherencia como CD11b/CD18 y la ICAM – 1, lo cual sugiere que la histamina que se libera de las células cebadas induce a los receptores H4 al reclutamiento de eosinófilos.
Los H3 y H4 se acoplan a GI/O para inhibir la adenilciclasa, la activación de los receptores de H4 tiene la capacidad de movilizar el calcio almacenado en algunas células.